# Marcelo Matzeiko
Marcelo Matzeiko (n. La Plata, Argentina, 1956 ) es un periodista argentino y locutor de radio y televisión

## Carrera
Inició su carrera a fines de la década de 1970 como locutor en la Radio Universidad Nacional de La Plata LR11. Fue docente de la cátedra de Taller de periodismo en la Universidad Católica de La Plata. Posteriormente trabajó en la radio Provincia de Buenos Aires. Su primer trabajo en televisión lo hizo como voz en off de Canal 2 (luego llamado América TV) y más adelante condujo Noche de Estrellas en el mismo canal. En Canal 13 participó en Yo fui testigo, que combinaba la ficción con el documental. En 1993 realizó labores de conductor y productor en Sonidos en TV del canal Televisión Selectiva. En 1996 inició el programa A Cara Descubierta en Dardo Rocha Cablevisión de Multicanal.

### A Cara Descubierta
Era un programa periodístico de interés general que estuvo al aire por una década y le significó varios premios. Se emitió por Canal 5 hasta el año 2008 y luego se transformó en un programa radial, emitido por FM Universal 93.7 de La Plata.

## Premios
En 1992 obtuvo el premio La Plata Publicidad, como mejor voz masculina. En 1994 obtuvo el Faro de Oro de Mar del Plata, por mejor locución masculina; lo volvió a obtener en 2002 por mejor conducción periodística de televisión y en 2005 por el programa A cara descubierta. En 1996 obtuvo el premio Galena al locutor masculino y en el año 2007 logró el Faro de Oro en el rubro “Mejor programa periodístico en TV”.